# Timber Creek (Terytorium Północne)
Timber Creek – miejscowość położona na obszarze Terytorium Północnego w Australii, przy drodze Victoria Highway, w pobliżu rzeki Victoria i parku narodowego Gregory.